# Surakshaa
Surakksha (Hindi: Bescherming) is een Bollywood thriller uit 1979 met in de hoofdrol Mithun Chakraborty en Ranjeeta Kaur. De film staat in het westen bekend als Gunmaster G9.
Het verhaal is grotendeels een remake van de James Bondfilm, The Man with the Golden Gun.

## Verhaallijn
De hoofdpersoon wordt gespeeld door Mithun Chakraborty. Deze is een agent, genaamd Gunmaster G9 van de CBI, de Indiase equivalent van de FBI.
Deze probeert te achterhalen wat er is gebeurd met een verdwenen collega. Deze is spoorloos verdwenen nadat hij plastische chirurgie heeft ondergaan.
Tijdens zijn zoektocht komt hij in aanraking met Dr. Shiva. Deze gestoorde professor heeft een apparaat ontwikkeld waarmee hij het klimaat kan veranderen.

## Cast
| Acteur             | Personage                 |
| ------------------ | ------------------------- |
| Mithun Chakraborty | agent Gopi/ Gunmaster G-9 |
| Ranjeeta Kaur      | Priya                     |
| Jeevan             | Hiralal                   |
| Jagdeep            | informant                 |
| Iftekhar           | hoofd van het CBI         |
| Aruna Irani        | Ruby                      |
| Prema Narayan      | Maggie                    |
| Tej Sapru          | Jackson 'Jackie'          |
| K. Balaji          | Dokter Shiva, SSO hoofd   |
| Mala Jaggi         | Neelam                    |
| Suresh Oberoi      | Kapitein Kapoor           |

## Trivia
- In augustus 2007 werd Surakksha vertoond op het Noorderzonfestival in Groningen.